# Codi tancat
En informàtica un programa és de codi tancat quan el codi font no està disponible per qualsevol usuari, és a dir, no es fa públic. Se li diu així en contraposició al codi obert.
El programari de propietat generalment utilitza un codi tancat. Per la seva condició de secret industrial, la seva divulgació podria constituir delicte en alguns països.